# مقدم (بحرية)
مقدم أو القائد أو الآمِر هي رتبة عسكرية تعطى للضابط من دون الجندي تستعمل بكثرة القوات البحرية وهي أدنى من رتبة نقيب بحري وعميد بحري وأعلى من قائد ملازم وفي القوات الجوية أدنى من المشير لكنها تستعمل بشكل نادر في القوات البرية، كما تستعمل أيضا في مجالات غير عسكرية حيث يكون القائد هو الرأس الأعلى في نظام السيطرة على الحوادث.